# Condado de Tate
O Condado de Tate é um dos 82 condados do estado norte-americano do Mississippi. A sede de condado é Senatobia que é também a sua maior cidade.
O condado tem uma área de 1064 km² (dos quais 16 km² estão cobertos por água), uma população de 25 370 habitantes, e uma densidade populacional de 24 hab/km² (segundo o censo nacional de 2000). O condado foi fundado em 1873 e recebeu o seu nome em homenagem a Thomas Simpson Tate, um dos primeiros colonizadores da região.